# متلازمة تثلث الصيغة الصبغية
متلازمة تثلث الصيغة الصبغية أو ثلاثي الصيغة الصبغية (بالإنجليزية: Triploid syndrome)‏ هي اضطراب صبغي تتكوَّن فيه الصيغة الصبغية للجنين من ثلاثة نسخ بدلاً من نسختين. تموت أغلب الأجنة التي تعاني من هذ المتلازمة خلال الحمل. إذا كان تثلث الصيغة الصبغية موجوداً في بعض خلايا الجسم فقط يطلق على الحالة اسم الفسيفساء الصبغية وتكون الحالة أقل حدةً عادةً والأعراض أخف.

## العلامات والأعراض
تتأثر العديد من أجهزة وأعضاء الجسم بتثلث الصيغة الصبغية، ولكن الجهاز العصبي المركزي والهيكل العظمي هما الأكثر تأثراً بهذه الحالة:
تشمل عيوب الجهاز العصبي المركزي الشائعة التي تظهر في سياق متلازمة تثلث الصيغة الصبغية ضمور الفصي الجبهي في الدماغ، استسقاء الدماغ (زيادة كمية السائل الدماغي الشوكي داخل بطينات الدماغ)، تضخم البطينات الدماغية، تشوه أرنولد تشياري، تشوهات الجسم الثفني، عيوب الأنبوب العصبي. أما اضطرابات الجهاز الهيكلي فتشمل: الحنك المشقوق، شفة الأرنب، فرط تباعد العينين، نقص أو زيادة في عدد أصابع اليدين أو القدمين.
تزداد نسبة عيوب القلب الخلقية عند مرضى تثلث الصيغة الصبغية، ويزداد معدل حدوث السرطانات والإصابة بإنتانات المكورات السحائية على وجه الخصوص، يلاحظ كذلك نقص نمو داخل الرحم عند الأجنة المصابين بهذه المتلازمة، ونقص في مستويات السائل الأمنيوسي، وتشوهات في المشيمة، إذ تكون المشيمة متوسعة وتحوي تكيُّسات في بعض الحالات أو ضامرة وصغيرة في حالات أخرى.

## الأسباب
تحدث 60% من حالات تثلث الصيغة الصبغية نتيجة تلقيح بيضة واحد بنطفتين، و40% من الحالات نتيجة تلقيح بيضة واحدة بنطفة واحدة.

## التشخيص
يُشتبه بمتلازمة تثلث الصيغة الصبغية عن طريق تحليل ألفا فنتوبروتينن كما أنَّ التصوير بالأمواج الصوتية أثناء الحمل يظهر التشوهات العصبية والعظمية والقلبية والكلوية التي تقترح التشخيص ابتداءً من الأسبوع 14 من الحمل، وتظهر تشوهات المشيمة المرتبطة بمتلازمة تثلث الصيغة الصبغية خلال الأسبوع 12 – 14 من الحمل، وعلى كل حال يمكن مصادفة تشوهات المشيمة في عدد كبير من الأمراض الأخرى. يجب التمييز بين تثلث الصيغة الصبغية وبين متلازمة إدوارد (تثلث الصبغي 18) بسبب التشابه الكبير بينهما عند تصوير الجنين بالأمواج الصوتية، ويتطلب التفريق بينهما إجراء تحليل للصيغة الصبغية.

## الإنذار
تموت معظم الأجنة المصابة بتثلث الصيغة الصبغية أثناء الحمل أو بعد الولادة بعدة أيام، أما بالنسبة للمواليد الذين يبقون على قيد الحياة فيكون العلاج تلطيفياً نظراً لعدم وجود علاج شافي لهذه المتلازمة. إذا شُخصت متلازمة تثلث الصيغة الصبغية أثناء الحمل فيقترح الأطباء غالباً إنهاء الحمل بسبب المخاطر العالية التي قد تسببها هذه الحالة على صحة الأم.
إذا كان تثلث الصيغة الصبغية موجوداً في بعض خلايا الجسم فقط يطلق على الحالة اسم الفسيفساء الصبغية ويكون إنذار الحالة أفضل، لكن المرضى يعانون عادةً من إعاقات عقلية متوسطة أو شديدة.

## وبائيات
تصيب متلازمة تثلث الصيغة الصبغية حوالي 1 – 2% من حالات الحمل، وتصيب الذكور أكثر من الإناث بمقدار 1.5 ضعف.

## متلازمة تثلث الصبغي 18
يُعرف تثلث الصبغي 18 بمتلازمة إدوارد، وهي اضطراب وراثي يكون فيه عدد الصبغيات 47 صبغي بدلاً من 46، تكون الزيادة هنا بسبب وجود ثلاثة نسخ من الصبغي 18 بدلاً من نسختين. وصفت هذه الحالة لأول مرة من قبل الطبيب جون إدوارد عام 1960. نسبة حدوث هذه الحالة هي 1 من بين كل 6 آلاف مولود حي، ويكون أكثر من 80% من المصابين إناث. تحدث الوفاة لمعظم الأجنة المصابين قبل الولادة، أما المواليد الذين لا يموتون أثناء الحمل يكونون عرضة للإصابة بتشوهات القلب والكلى والدماغ. تشمل الأسباب الرئيسية للوفاة توقف التنفس والاضطرابات القلبية.